# Ars-sur-Moselle
Ars-sur-Moselle è un comune francese di 4 838 abitanti situato nel dipartimento della Mosella nella regione del Grand Est.

## Società

### Evoluzione demografica
Abitanti censiti